# Мейн Роуд
«Мейн Ро́уд» (англ. Maine Road) был футбольным стадионом в Мосс-Сайд, районе Манчестера, Англия. Был домашним стадионом футбольного клуба «Манчестер Сити» с 1923 по 2003 год.
На момент постройки стадион был крупнейшим клубным стадионом в Англии и вторым среди всех стадионов в стране после лондонского «Уэмбли». Рекордная посещаемость «Мейн Роуд» была установлена в 1934 году, когда 84 569 зрителей посетили матч Кубка Англии между «Манчестер Сити» и «Сток Сити», что является рекордом посещаемости для английских стадионов футбольных клубов (мировой рекорд был установлен на «Уэмбли» в финале Кубка Англии 1923 года). План стадиона менялся несколько раз за его восьмидесятилетнюю историю. Перед закрытием «Мэйн Роуд» был полностью сидячим стадионом с вместимостью 35 150 мест.
Сезон 2002/03 стал последним сезоном «Манчестер Сити» на «Мейн Роуд». Последний матч на стадионе состоялся 11 мая 2003 года. В следующем сезоне «Манчестер Сити» перебрался на новый стадион «Сити оф Манчестер» на востоке Манчестера. «Мейн Роуд» был снесён в 2004 году.

## Ранние сезоны
Первый матч на «Мейн Роуд» состоялся 25 августа 1923 года. «Сити» принимал «Шеффилд Юнайтед» и выиграл со счётом 2:1 на глазах 56 993 зрителей.
После окончания Второй мировой войны «Сити» делил стадион с другим клубом из Манчестера, «Манчестер Юнайтед», так как домашний стадион «Юнайтед», «Олд Траффорд», был сильно повреждён после бомбардировки города немецкой авиацией. «Юнайтед» выплачивал «Сити» 5000 фунтов за сезон, а также процент от продажи билетов. В этот период был установлен рекорд посещаемости «Мейн Роуд» в рамках чемпионата Англии, когда 17 января 1948 года 83 260 зрителей посетили встречу между «Манчестер Юнайтед» и «Арсеналом». Это является национальным рекордом посещаемости для матча чемпионата Англии.